# ヘザー・マッカダム
ヘザー・マッカダム（Heather McAdam、1968年1月24日 - ）は、アメリカ合衆国の女優。

## 出演作品
- SFスターフライトI（ローリー・ハンセン）